# David Lorenzen
David Neal Lorenzen (...) è uno storico delle religioni britannico.
Autore di molti testi e saggi sulle religioni dell'Asia, David Lorenzen è professore al Center for Asian and African Studies, presso El Colegio de Mexico, istituto messicano per la ricerca e l'insegnamento delle scienze sociali.

## Opere
- The Kāpālikas and Kālāmukhas: two lost Śaivite sects, 1972.
- Religious change and cultural domination: XXX International Congress of Human Sciences in Asia and North Africa, 1981.
- Studies on Asia and Africa from Latin America, 1990.
- Kabir legends and Ananta-das's Kabir Parachai, 1991.
- Bhakti Religion in North India: Community Identity and Political Action, 1995.
- Praises to a formless god: Nirguṇī texts from North India, 1996.
- Religious Movements in South Asia 600-1800, 2004.
- Who invented Hinduism: essays on religion in History, 2008.
- (con  Marco Della Tomba) The Scourge Of The Mission: Marco della Tomba in Hindustan, 2010.
- (con Adrián Muñoz) Yogi Heroes and Poets: Histories and Legends of the Naths, 2011.

- Atadura y liberación (Estudios De Asia Y Africa), edizione in lingua spagnola
- Myths of the Dog-Man. (book reviews); articolo da The Journal of the American Oriental Society
- History and Historiography of the Age of Harsha. (book reviews); articolo da The Journal of the American Oriental Society
- Historical Dictionary of Sikhism. (review); articolo da The Journal of the American Oriental Society
- A Catalog Of Manuscripts In The Kabir Chaura Monastery, Expanded Edition